# Solinka
Solinka Lengyelország délkeleti részén, a Kárpátaljai vajdaságban, a Leskói járásban fekvő kis község, közel a lengyel-szlovák határhoz. A település közel 8 kilométernyire fekszik délnyugati irányban Gmina Cisna község központjától Cisnától, a Leskói járás központjától Leskótól 35 kilométernyire délre fekszik és 98 kilométernyire délre található a vajdaság központjától Rzeszówtól.
A településen mindössze 10 fő él.

## Fordítás
Ez a szócikk részben vagy egészben  a   Solinka című angol Wikipédia-szócikk ezen változatának fordításán alapul.  Az eredeti cikk szerkesztőit annak laptörténete sorolja fel. Ez a jelzés csupán a megfogalmazás eredetét és a szerzői jogokat jelzi, nem szolgál a cikkben szereplő információk forrásmegjelöléseként.